# Anniella geronimensis
Anniella geronimensis är en ödleart som beskrevs av  Shaw 1940. Anniella geronimensis ingår i släktet Anniella och familjen Anniellidae. IUCN kategoriserar arten globalt som starkt hotad. Inga underarter finns listade i Catalogue of Life.

## Bildgalleri

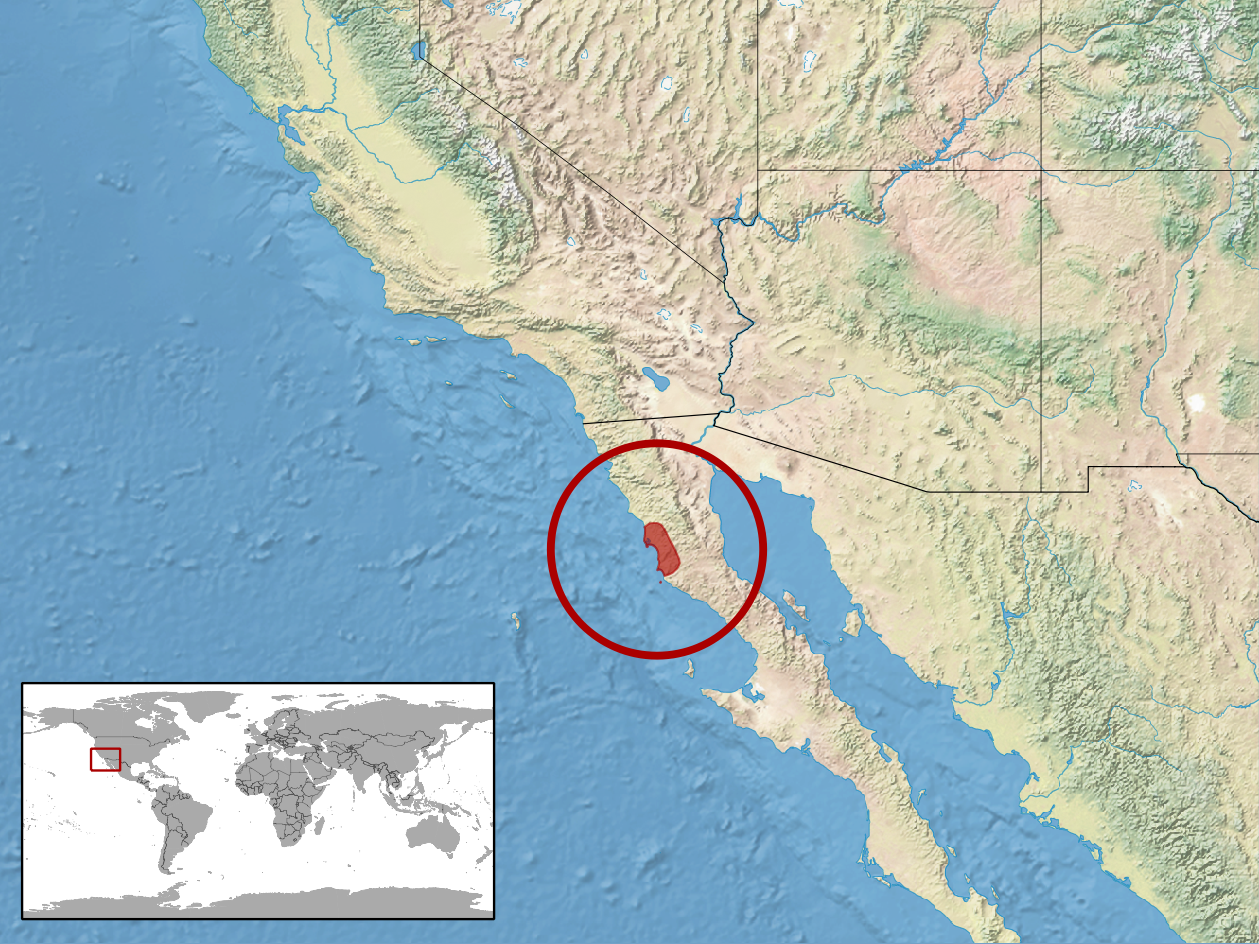